# Следственный комитет при прокуратуре Российской Федерации
Следственный комитет при прокуратуре Российской Федерации (СКП России) — бывший орган прокуратуры Российской Федерации, обеспечивавший в пределах своих полномочий исполнение законодательства Российской Федерации об уголовном судопроизводстве. 15 января 2011 года СКП России прекратил своё существование в связи с образованием Следственного комитета Российской Федерации.

## Структура СКП России
Федеральным законом от 5 июня 2007 года № 87-ФЗ «О внесении изменений в УПК РФ и ФЗ „О прокуратуре РФ“» в рамках прокуратуры РФ был создан Следственный комитет, который, согласно пункту 4 статьи 11 ФЗ «О прокуратуре РФ», состоит из Главного следственного управления Следственного комитета при прокуратуре РФ, следственных управлений Следственного комитета по субъектам Федерации и приравненных к ним специализированных следственных управлений, в том числе следственных управлений,отделов военных прокуратур, а также следственных отделов по районам, городам и приравненных к ним специализированных следственных отделов.
Графически структура Следственного комитета при прокуратуре Российской Федерации достаточно полно изображена на его официальном сайте.
В Центральный аппарат Следственного комитета при прокуратуре Российской Федерации входили:
- Главное следственное управление, которое структурно подразделялось на:
  - Управление по расследованию особо важных дел о преступлениях против личности и общественной безопасности
  - Управление по расследованию особо важных дел о преступлениях против государственной власти и в сфере экономики
  - Управление методико-аналитического обеспечения
  - Отдел информационно-технического и документационного обеспечения
- Главное управление процессуального контроля, которое структурно подразделялось на:
  - Управление процессуального контроля за следственными органами
  - Управление процессуального контроля в сфере противодействия коррупции
  - Организационно-аналитический отдел
  - Отдел документационного обеспечения
- Главное организационно-инспекторское управление, которое структурно подразделялось на:
  - Организационно-контрольное управление
  - Информационно-методическое управление
  - Управление оперативно-технологического обеспечения
  - Управление служебных проверок и обеспечения собственной безопасности
  - Отдел документационного обеспечения и корректуры
- Главное управление криминалистики, которое структурно подразделялось на:
  - Методико-криминалистическое управление
  - Технико-криминалистическое управление
- Главное управление обеспечения деятельности Следственного комитета при прокуратуре Российской Федерации, которое структурно подразделялось на:
  - Финансово-экономическое управление
  - Управление материально-технического обеспечения
  - Управление делами
  - Отдел обеспечения деятельности по Южному федеральному округу
  - Отдел контроля за расходованием бюджетных средств
- Главное следственное управление по Северо-Кавказскому и Южному федеральным округам, которое структурно подразделялось на:
  - Управление по расследованию особо важных дел
  - Контрольно-криминалистическое управление
  - Отдел документационного обеспечения
- Следственное управление по Центральному федеральному округу
- Следственный отдел по Северо-Западному федеральному округу
- Следственный отдел по Приволжскому федеральному округу
- Следственный отдел по Уральскому федеральному округу
- Следственный отдел по Сибирскому федеральному округу
- Следственный отдел по Дальневосточному федеральному округу
- Военное следственное управление
- Управление кадров
- Управление взаимодействия со средствами массовой информации
- Правовое управление
- Управление международно-правового сотрудничества
- Управление по рассмотрению обращений граждан и документационному обеспечению
- Управление физической защиты
- Отдел процессуального контроля за расследованием особо важных дел в федеральных округах
- Отдел по защите государственной тайны

В соответствии с Приказом председателя Следственного комитета при прокуратуре РФ от 7 сентября 2007 года № 3 «Об утверждении структуры и нормативов штатной численности Следственного комитета при прокуратуре Российской Федерации»  следственные управления Следственного комитета при прокуратуре Российской Федерации по субъектам Российской Федерации, приравненных к ним военных и иных специализированных следственных управлений (отделов) Следственного комитета общей штатной численностью 17 714 единиц (без учёта 862 единиц центрального аппарата Следственного комитета и 114 единиц военного следственного управления), включая штатную численность следственных отделов (отделений) Следственного комитета по районам и городам, приравненных к ним военных и иных специализированных следственных отделов (отделений) Следственного комитета выглядели следующим образом:
а) в Центральном федеральном округе: 19 Следственных управлений, 1 Следственный отдел;
б) в Северо-Западном федеральном округе: 11 Следственных управлений;
в) в Южном федеральном округе: 14 Следственных управлений;
г) в Приволжском федеральном округе: 17 Следственных управлений;
д) в Уральском федеральном округе: 7 Следственных управлений;
е) в Сибирском федеральном округе: 14 Следственных управлений;
ж) в Дальневосточном федеральном округе: 10 Следственных управлений;
з) военные следственные управления Следственного комитета: 12 военных Следственных управлений;

## Основные задачи
Основными задачами СКП являлись:
- разработка мер по формированию государственной политики в сфере исполнения законодательства Российской Федерации об уголовном судопроизводстве;
- совершенствование нормативно-правового регулирования в установленной сфере деятельности;
- обеспечение законности при производстве предварительного следствия и защиты прав и свобод человека и гражданина;
- оперативное и качественное расследование преступлений в соответствии с подследственностью, установленной Уголовно-процессуальным кодексом Российской Федерации;
- организация и осуществление в пределах своих полномочий выявления причин и условий, способствующих совершению преступлений, принятие мер по их устранению;
- обеспечение в пределах своих полномочий международно-правового сотрудничества в сфере уголовного судопроизводства;
- возмещение ущерба, причиненного преступлениями.

## Полномочия
СКП осуществлял следующие полномочия:
- разрабатывает и осуществляет меры по реализации государственной политики в установленной сфере деятельности;
- разрабатывает и представляет в установленном порядке Президенту Российской Федерации и Правительству Российской Федерации проекты федеральных конституционных законов, федеральных законов, актов Президента Российской Федерации и Правительства Российской Федерации, а также подготавливает другие документы, по которым требуется решение Президента Российской Федерации или Правительства Российской Федерации, по вопросам, относящимся к установленной сфере деятельности;
- на основании и во исполнение Конституции Российской Федерации, федеральных конституционных законов, федеральных законов, актов Президента Российской Федерации и Правительства Российской Федерации самостоятельно принимает нормативные правовые акты по вопросам, относящимся к установленной сфере деятельности, за исключением вопросов, правовое регулирование которых в соответствии с Конституцией Российской Федерации, федеральными конституционными законами, федеральными законами, актами Президента Российской Федерации и Правительства Российской Федерации осуществляется федеральными конституционными законами, федеральными законами, актами Президента Российской Федерации и Правительства Российской Федерации;
- обобщает практику применения законодательства Российской Федерации и проводит анализ реализации государственной политики в установленной сфере деятельности, разрабатывает на этой основе меры по совершенствованию деятельности следственных органов Следственного комитета;
- организует и осуществляет в соответствии с законодательством Российской Федерации производство предварительного следствия по уголовным делам и экспертно-криминалистическую деятельность, а также процессуальный контроль и проверку деятельности следственных органов Следственного комитета;
- организует и обеспечивает мобилизационную подготовку и мобилизацию в системе Следственного комитета;
- обеспечивает выполнение мероприятий гражданской обороны, повышение устойчивости работы следственных органов Следственного комитета в условиях военного времени и при возникновении чрезвычайных ситуаций в мирное время;
- участвует в обеспечении исполнения гражданами воинской обязанности; организует и осуществляет в установленном порядке учёт военнообязанных прокурорских работников и федеральных государственных гражданских служащих следственных органов Следственного комитета;
- организует и осуществляет в установленном порядке защиту в судах интересов Следственного комитета;
- организует кадровое обеспечение следственных органов Следственного комитета, подготовку, переподготовку, повышение квалификации и стажировку кадров; разрабатывает и осуществляет меры по обеспечению правовой и социальной защиты прокурорских работников, федеральных государственных гражданских служащих и военнослужащих следственных органов Следственного комитета;
- осуществляет материально-техническое и финансовое обеспечение деятельности следственных органов Следственного комитета;
- разрабатывает и осуществляет профилактические, лечебные, санаторно-курортные, оздоровительные и реабилитационные мероприятия, направленные на охрану и укрепление здоровья прокурорских работников, федеральных государственных гражданских служащих и военнослужащих следственных органов Следственного комитета, членов их семей и пенсионеров следственных органов Следственного комитета;
- обеспечивает в системе Следственного комитета собственную безопасность и защиту сведений, составляющих государственную и иную охраняемую законом тайну;
- обеспечивает проведение конкурсов и заключение государственных контрактов на размещение заказов на поставку товаров, выполнение работ, оказание услуг для нужд следственных органов Следственного комитета;
- обеспечивает внедрение достижений науки, техники и положительного опыта, а также развитие систем связи и автоматизированного управления в следственных органах Следственного комитета;
- представляет в установленном порядке в Министерство финансов Российской Федерации предложения по формированию федерального бюджета;
- организует прием граждан, своевременное и полное рассмотрение устных и письменных обращений граждан, принятие по ним решений и направление ответов в установленный законодательством Российской Федерации срок;
- организует работу по комплектованию, хранению, учёту и использованию архивных документов Следственного комитета;
- осуществляет функции главного распорядителя средств федерального бюджета, предусмотренных на содержание и обеспечение деятельности Следственного комитета;
- осуществляет иные функции в установленной сфере деятельности, если такие функции предусмотрены федеральными конституционными законами, федеральными законами, актами Президента Российской Федерации.

## Права
СКП России в целях осуществления своих полномочий имел право:
- запрашивать и получать в установленном порядке от федеральных органов государственной власти, органов государственной власти субъектов Российской Федерации, органов местного самоуправления муниципальных образований, а также от организаций независимо от их организационно-правовой формы документы, справочные и иные материалы, необходимые для принятия решений по вопросам, отнесенным к установленной сфере деятельности;
- привлекать в установленном порядке для выработки решений по вопросам, отнесенным к установленной сфере деятельности, научные и другие организации, ученых и специалистов, в том числе на договорной основе;
- осуществлять функции государственного заказчика и организовывать капитальное строительство, реконструкцию и капитальный ремонт объектов системы Следственного комитета;
- формировать и вести федеральные учёты, базы данных криминалистической, статистической и иной информации, а также пользоваться в установленном порядке федеральными учётами, базами данных в этой области федеральных органов исполнительной власти;
- взаимодействовать с органами государственной власти иностранных государств и международными организациями в установленной сфере деятельности;
- учреждать в соответствии с законодательством Российской Федерации печатные и электронные средства массовой информации для опубликования нормативных правовых актов, официальных объявлений, размещения других материалов по вопросам, отнесенным к установленной сфере деятельности;
- учреждать в соответствии с законодательством Российской Федерации нагрудные знаки и почётные грамоты Следственного комитета;
- образовывать координационные, консультативные, экспертные и совещательные органы (советы, комиссии), в том числе межведомственные, в установленной сфере деятельности.

## Классные чины
Прокурорским работникам СКП присваивались классные чины Прокуратуры Российской Федерации, предусмотренные ст. 44 ФЗ № 2202-1 «О прокуратуре Российской Федерации». Председатель СКП России, как и Генеральный прокурор Российской Федерации, мог иметь классный чин Действительный государственный советник юстиции.
Однако, первому и единственному Председателю СКП России он присвоен не был.

## Награды

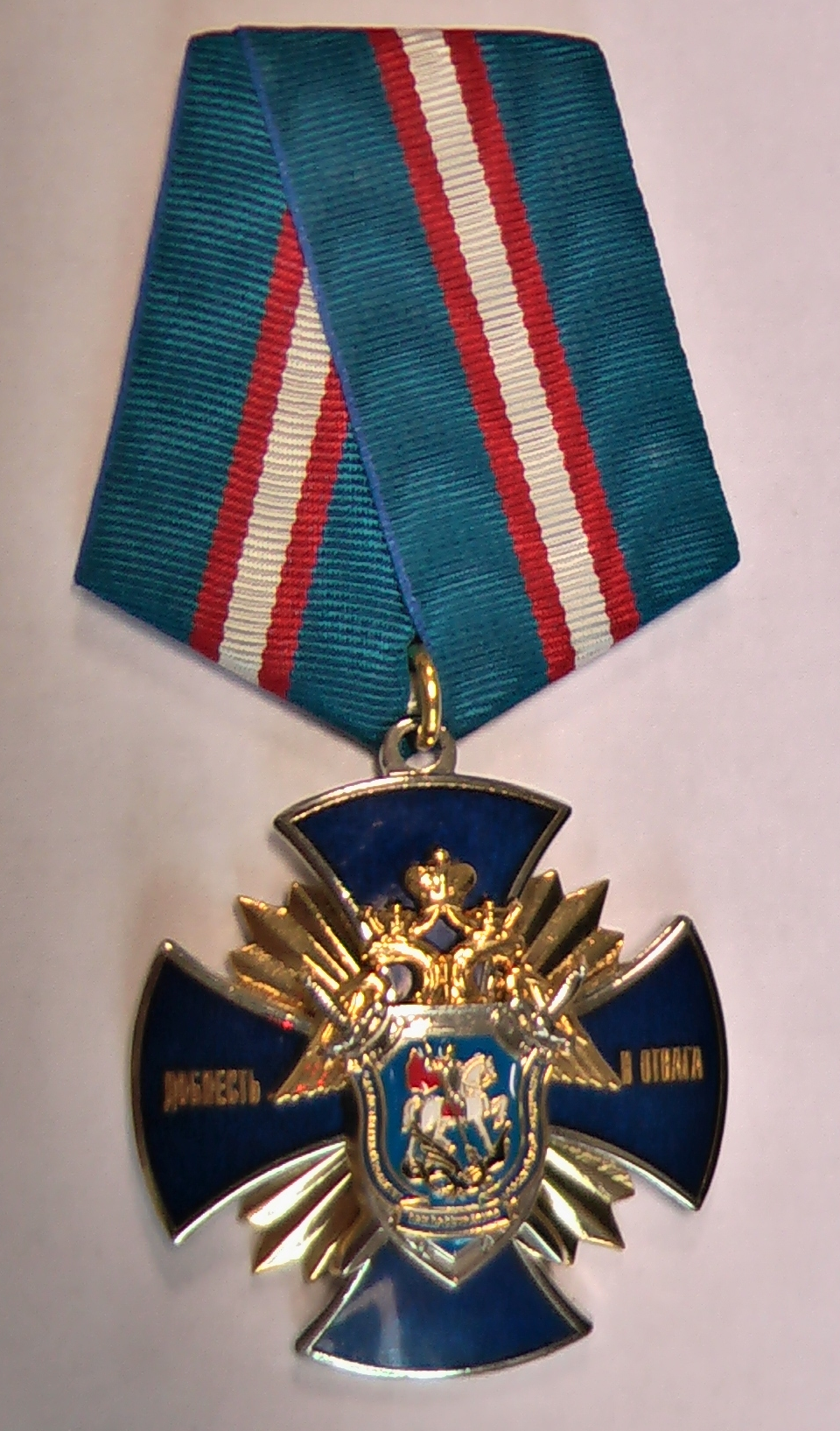
Медаль СКП РФ «Доблесть и отвага»

Приказами председателя Следственного комитета при прокуратуре РФ от 08 августа 2008 г. № 69 «О нагрудном знаке и знаках отличия Следственного комитета при прокуратуре Российской Федерации» и от 01 июля 2009 г. № 20 «О знаке отличия „За участие в противодействии агрессии в Южной Осетии“ Следственного комитета при прокуратуре Российской Федерации» были учреждены ведомственные награды Следственного комитета при прокуратуре Российской Федерации.

## Руководство

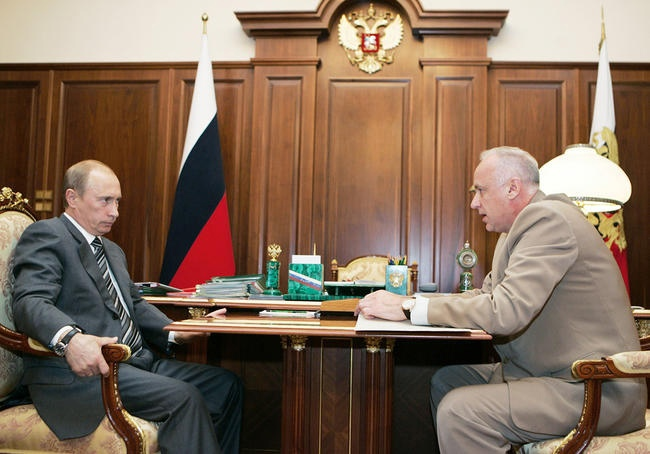
Бастрыкин А. И.

Председатель СКП России Александр Иванович Бастрыкин был назначен на должность с 7 сентября 2007 года постановлением Совета Федерации от 22 июня 2007 г. № 250-СФ — Указом Президента Российской Федерации от 14 января 2011 г. № 39 с 15 января 2011 г.
Заместители Председателя Следственного комитета при прокуратуре Российской Федерации:
После даты назначения или освобождения от должности стоит номер соответствующего Указа Президента Российской Федерации.
- Нырков Юрий Михайлович (11 октября 2007 г., № 1361 — Указом Президента Российской Федерации от 8 апреля 2011 г. № 422 назначен заместителем Председателя Следственного комитета Российской Федерации)
- Сорочкин Александр Сергеевич, заместитель Председателя Следственного комитета при прокуратуре Российской Федерации — руководитель военного следственного управления (1 декабря 2007 г., № 1606 — Указом Президента Российской Федерации от 31 марта 2011 г. № 372 назначен заместителем Председателя Следственного комитета Российской Федерации — руководителем Главного военного следственного управления)
- Пискарев Василий Иванович (10 июня 2008 г., № 933 — Указом Президента Российской Федерации от 8 апреля 2011 г. № 422 назначен заместителем Председателя Следственного комитета Российской Федерации)
- Салмаксов Борис Иванович (10 июня 2008 г., № 933 — 25 ноября 2009 г., № 1345)
- Соболевский Игорь Борисович (10 июня 2008 г., № 933 — 30 мая 2009 г., № 605)[4]
- Леоненко Елена Евгеньевна (1 декабря 2009 г., № 1370[5] — Указом Президента Российской Федерации от 8 апреля 2011 г. № 422 назначена заместителем Председателя Следственного комитета Российской Федерации)
- Карнаухов Борис Михайлович (14 июля 2010 г., № 906[6] — Указом Президента Российской Федерации от 8 апреля 2011 г. № 422 назначен заместителем Председателя Следственного комитета Российской Федерации)

Руководитель пресс-службы
- Маркин, Владимир Иванович (13 сентября 2007 г. — 20 июня 2011 г.)

## Преобразование
Указом Президента Российской Федерации от 27.9.2010 № 1182 преобразован в Следственный комитет Российской Федерации.
15 января 2011 года СКП России прекратил своё существование в связи со вступлением в силу Федерального закона от 28.12.2010 г. № 403 "О Следственном комитете Российской Федерации" и образованием Следственного комитета Российской Федерации.

## Критика
После создания Следственного комитета при прокуратуре Российской Федерации «господин Чайка и его подчиненные выступали против этого ведомства». Генеральный прокурор критиковал комитет за рост нераскрытых преступлений.

## Интересные факты

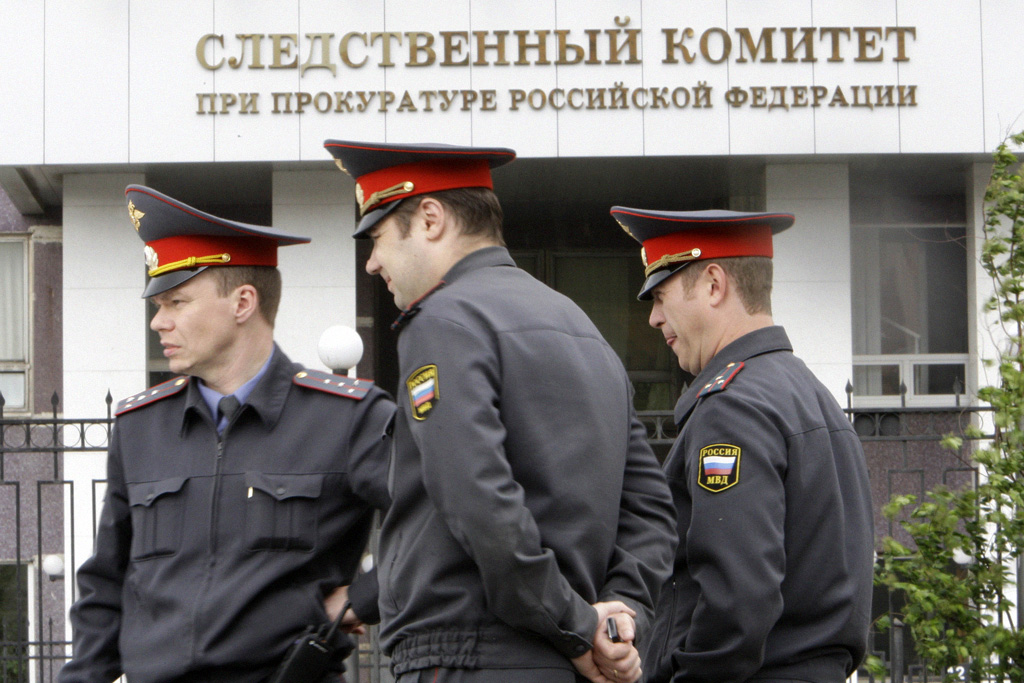
Здание Следственного комитета при прокуратуре РФ

- Здание, которое занимает Следственный комитет, раньше принадлежало ЦНИИчермет имени И. П. Бардина. В октябре 2000 г. распоряжением Министра имущественных отношений Российской Федерации здание было передано Генеральной прокуратуре РФ, впоследствии в этом здании был размещён Следственный комитет[10].[нет в источнике]